# Seznam evroposlancev iz Irske (1994–1999)
Seznam evroposlancev iz Irske v mandatu 1994–1999.

## Seznam

### Connaught
- Pat Gallagher
- Mark Killilea
- John McCartin

### Dublin
- Niall Andrews
- Mary Banotti
- Bernie Malone
- Patricia McKenna

### Leinster
- Nuala Ahern
- Jim Fitzsimons
- Alan Gillis
- Liam Hyland

### Munster
- Gerard Collins
- Pat Cox
- Brian Crowley
- John Cushnahan